# 테러블 타월

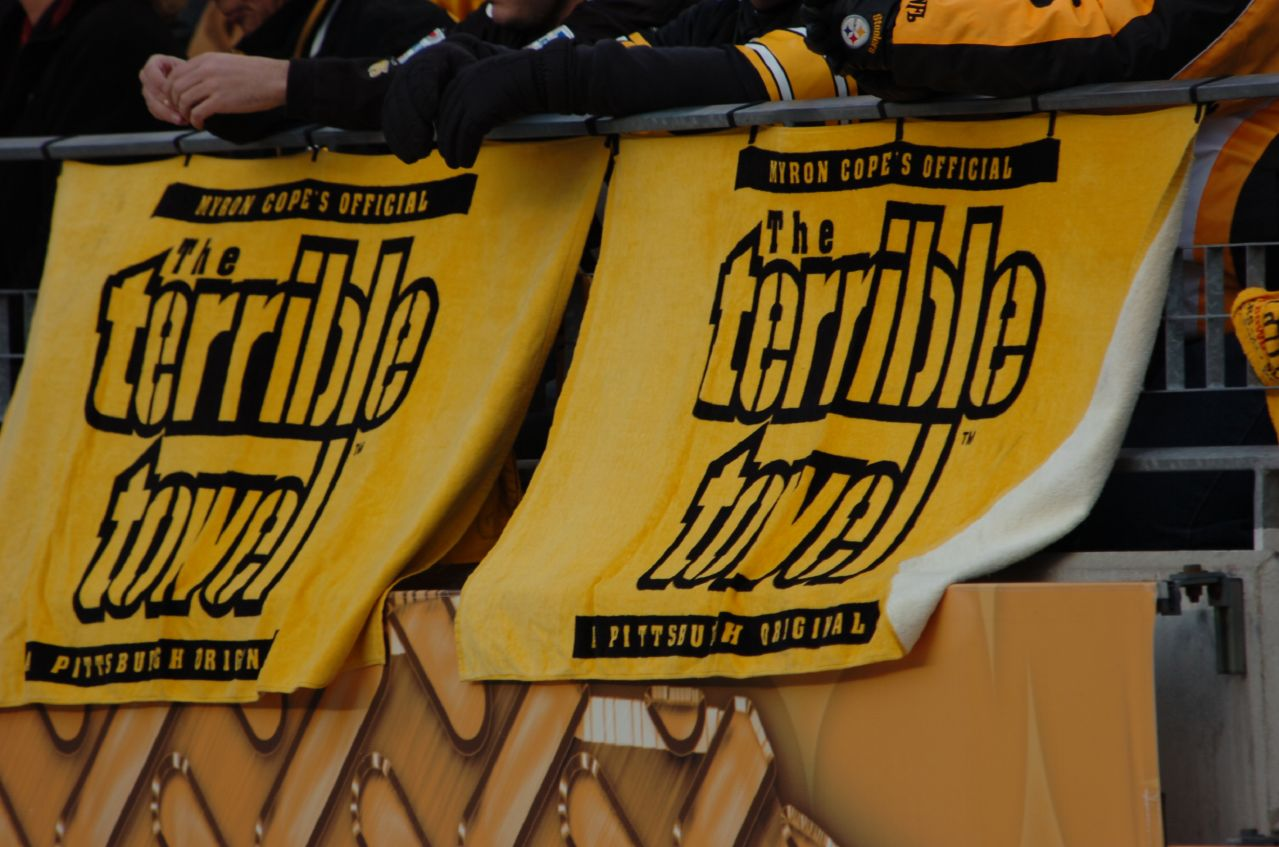
피츠버그 게임 안 테러블 타월

테러블 타월(Terrible Towel)은 내셔널풋볼리그(National Football League, NFL) 팀 피츠버그 스틸러스(Pittsburgh Steelers)와 관련된 것이로, 응원타월의 시초라 볼 수 있다. 테러블 타월이 유명해진 계기는 피츠버그 스틸러스 팬들이 휴가중에 그 타월을 가져갔는데, 심지어 그 타월은 에베레스트 정상과 국제우주정거장까지 가져갔다. 타월들을 판매한 수익 3백만 달러 이상이 정신적, 신체적 장애인들을 돌보는 비영리 단체인 "Allegheny Valley School"을 위해 모아진다.

## 같이 보기
- 피츠버그 스틸러스